# Віжґури
Віжґури (пол. Wiżgóry) — село в Польщі, у гміні Віжайни Сувальського повіту Підляського воєводства.
Населення — 55 осіб (2011).
У 1975—1998 роках село належало до Сувальського воєводства.

## Демографія
Демографічна структура станом на 31 березня 2011 року:
|          | Загалом | Допрацездатний вік | Працездатний вік | Постпрацездатний вік |
| -------- | ------- | ------------------ | ---------------- | -------------------- |
| Чоловіки | 29      | 7                  | 18               | 4                    |
| Жінки    | 26      | 7                  | 12               | 7                    |
| Разом    | 55      | 14                 | 30               | 11                   |